# 柳井日日新聞
『柳井日日新聞』（やないにちにちしんぶん）は、山口県柳井市に本社を置く柳井日日新聞社が発行していた地方紙。週3回刊。

## 歴史

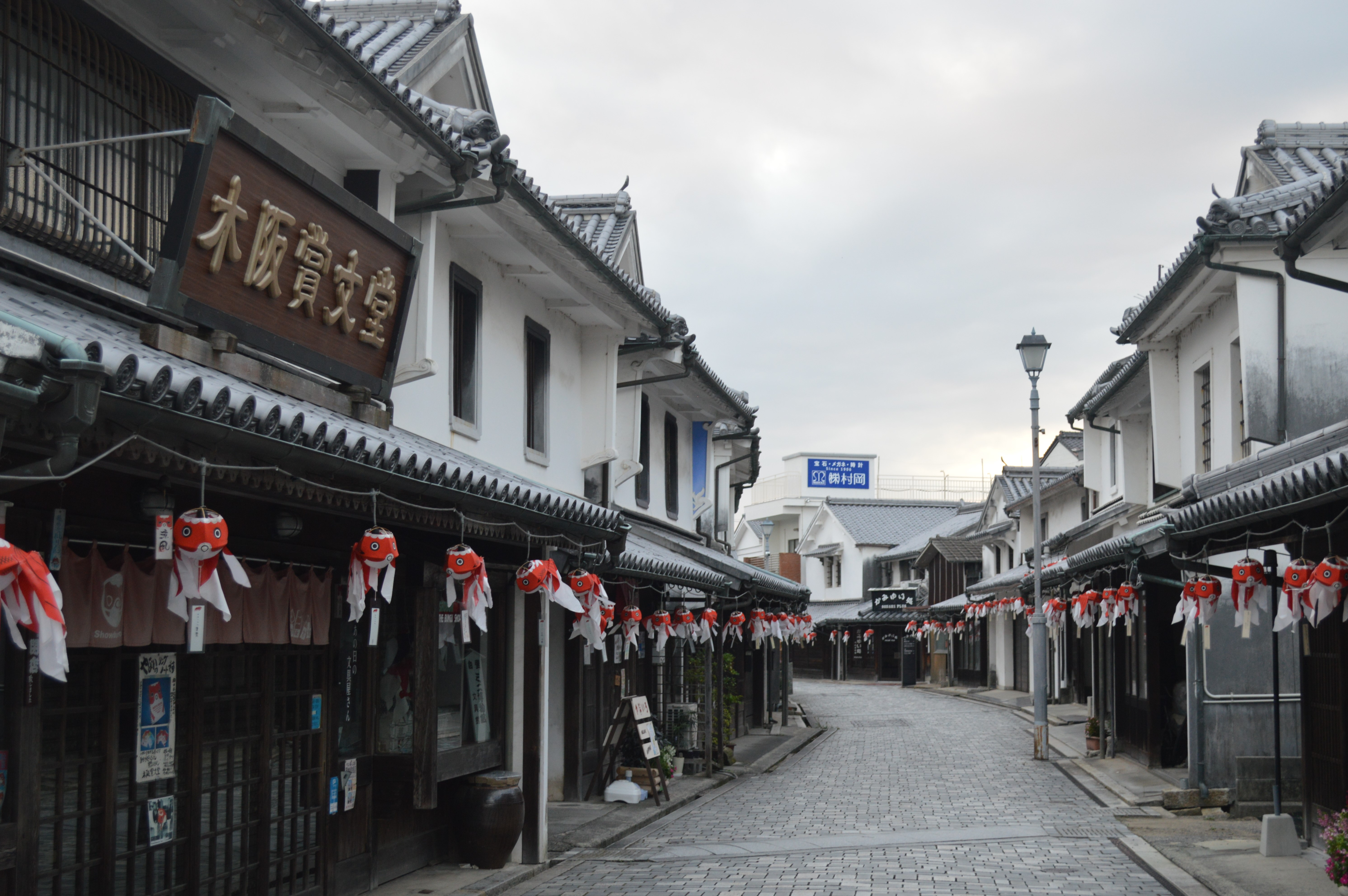
社屋がある柳井市古市金屋伝統的建造物群保存地区

1960年（昭和35年）7月1日に創刊した。創刊時の代表は友座章、主筆は国重昌利であり、国重は後に周南新報社を設立している。創刊時は週1回の発行だった。柳井市古市金屋伝統的建造物群保存地区内の大正時代竣工とされる町屋を社屋としている。
2025年（令和7年）1月18日、同日付の紙面において、同月30日発行分をもって、本新聞を廃刊することを発表した。発行終了後に柳井日日新聞社を会社清算する予定としている。